# 苫小牧港開発
苫小牧港開発株式会社（とまこまいこうかいはつ、英: Tomakomai Port Development Co.,ltd.）は、苫小牧港の港湾物流事業や、周辺の臨海工業地帯の工業用地造成などを行う第三セクター企業である。
1968年から1998年まで、新苫小牧駅と石油埠頭駅との間で鉄道輸送事業（苫小牧港開発株式会社線）も行っていた（路線廃止は2001年）。

## 沿革
- 1958年（昭和33年）
  - 8月26日 - 会社設立。
  - 12月12日 - 苫小牧市有地約197万平方メートル買取。不動産事業開始。
- 1962年（昭和37年）12月25日 - 臨海部国有地約351万平方メートルを買取。
- 1963年（昭和38年）
  - 2月28日 - 苫小牧港石炭埠頭へ至る苫小牧市営公共臨港線（専用線・苫小牧貨物駅を参照）が竣工。同線の運行管理を受託。
  - 4月1日 - 苫小牧操車場経由で三菱鉱業大夕張、三井鉱山芦別、北海道炭礦汽船夕張、住友石炭鉱業奔別、雄別炭礦茂尻の5炭鉱からの石炭車到着。石炭埠頭公共臨港線及び埠頭貯炭場による受入荷役事業開始。
  - 4月25日 - 石炭埠頭（東1号～4号埠頭）に石炭積取第1船として三菱海運（現・日本郵船）及び北星海運の石炭運搬船2隻着岸、埠頭の積出荷役事業開始。
- 1968年（昭和43年）
  - 6月21日 - 日本国有鉄道（国鉄）が資本参加。
  - 12月3日 - 苫小牧港開発株式会社線が開業。
- 1970年（昭和45年）8月1日 - 日本沿海フェリーの依頼によりフェリーターミナル運営事業に乗り出す。
- 1972年（昭和47年）
  - 4月13日 - 西港公共東4号埠頭（元・石炭埠頭）に暫定フェリーターミナル開設。運営事業開始。
  - 4月27日 - 日本沿海フェリー 苫小牧-東京（有明埠頭）航路開設、29日午前5時25分フェリー岸壁に就航第1船『しれとこ丸』着岸。
- 1973年（昭和48年）
  - 4月3日 - 太平洋沿海フェリー（現・太平洋フェリー） 苫小牧-仙台-名古屋航路開設。
  - 4月25日 - シルバーフェリー（後に川崎近海汽船に吸収合併） 苫小牧-八戸航路開設。
  - 12月16日 - 新東日本フェリー（後に東日本フェリーに吸収合併） 苫小牧-仙台航路開設。
- 1975年（昭和50年）
  - 4月1日 - 元・石炭埠頭の南の開発埠頭にフェリーターミナル（現・苫小牧西港フェリーターミナル）開設。東4号埠頭の施設は使用停止。
  - 8月12日 - 東日本フェリー 苫小牧-八戸航路開設。
- 1976年（昭和51年）2月3日 - 日本沿海フェリー、川崎近海汽船の貨物専用フェリー就航、東4号埠頭フェリーターミナル運営再開。
- 1983年（昭和58年） - 「ウトナイ観光ホテル」を買収、「ウトナイレイクホテル」として営業[2]。
- 1991年（平成3年）3月 - 苫小牧市営公共臨港線廃止。
- 1995年（平成7年）11月5日 - ウトナイレイクホテル閉鎖[2]。
- 1998年（平成10年）4月1日 - 苫小牧港開発株式会社線休止。同線は2001年（平成13年）に正式に廃止された。
- 2002年（平成14年）4月15日 - 原油海上積出業務開始
- 2008年（平成20年）8月2日 - 苫小牧港東港にて外貿コンテナターミナル関連業務を開始。
- 2009年（平成21年）7月1日 - 苫小牧港東港にて共同倉庫賃貸業務開始。
- 2018年（平成30年）4月 - 新社屋完成[3]。

## 関係会社
括弧内は事業内容。
- 株式会社開発ストア （日用品の販売、介護用品のレンタル）
- メイプル建設株式会社 （住宅建築、緑化造園、土木、不動産管理）